# 苏格兰长老会差会
苏格兰长老会差会（英語：Scottish United Presbyterian Mission）是苏格兰聯合長老教會的海外传教机构，曾经在中国等地进行传教活动。

## 中国差会
1864年，苏格兰长老会差会向中国派遣了传教士。工作开始于浙江省宁波，不久迁往山东省烟台，但是后来其工作区域是在满洲。韦廉臣自1855年已经来到中国，任职于各种部门，特别从事于文字工作。J. Ross和J. Mclntyre两位牧师在1872年来到，工作重心设在海城和奉天，各开始了一所医院。Ross 牧师将新约翻译为朝鲜语。1890年，已有7名传教士，一位单身女教士，14名本地助手，和大约800名领圣餐的信徒。
1919年，苏格兰长老会差会在华传教士61人，全部分布在东北，其中沈阳一地31人，占总数的一半。
1919年苏格兰长老会在华受餐信徒9909人，全部分布在东北。

### 引用
1. ↑  Townsend (1890), 247-248

### 书籍
- Townsend, William. . London: S.W. Partridge. 1890.